# Phil Spector
Harvey Philip Spector (26. december 1939 - 16. januar 2021) var en amerikansk musiker, musikproducer, morder og sangskriver. 
Udover at være ophavsmand bag "Wall of Sound" var Spector også en pioner i 1960'ernes pigegruppelyd, og fik over 25 top-40-hits mellem 1960 og 1965. Senere arbejdede han sammen med forskellige andre artister som for eksempel Ike og Tina Turner, John Lennon, og Ramones med lignende succes. I 1989 blev Spector optaget i Rock and Roll Hall of Fame som en ikke optrædende person. I 2004 kårede Rolling Stone ham til en 63. plads på deres liste over de 100 bedste artister overhovedet.
Sangen "You've Lost That Lovin' Feelin" fra 1965, skrevet i samarbejde med Phil Spector, er på BMI's liste over de sange der blev spillet flest gange i radio og tv i USA i det 20. århundrede. Den originale version blev opført af The Righteous Brothers og produceret af Spector.
I de senere år blev Spector kendt for sin særhed, temperament og tvangsadfærd der toppede med at han blev dømt for drabet på  skuespillerinden og modellen Lana Clarkson (1962-2003).
Phil Spector døde af Covid-19 i fængslet 16. januar 2021.

## Opvækst
Spector blev født den 26. december 1939 i en jødisk middelklassefamilie i Bronx, New York. Hans bedstefar emigrerede fra Rusland, og ændrede sit efternavn fra ”Spektor” til ”Spector” da han kom til Ellis Island.
Efter sin fars selvmord i 1949 flyttede Spector sammen med sin mor og søster, Shirley, til Los Angeles i 1953, hvor han blev involveret i musikken, da han lærte at spille guitar. Da han var 16 spillede han Lonnie Donegans sang “Rock Island Line”, ved et talent show på Fairfax High School, Los Angeles.

## The Teddy Bears
Med sine tre venner fra high school, Marshall Lieb, Harvey Goldstein og sangeren Annette Kleinbard, formede Spector bandet The Teddy Bears. Under denne periode begyndte Spector også at besøge de lokale indspilningsstudier, og det lykkedes ham endda at vinde Stan Ross' tillid, medejer af Gold Star Studios i Hollywood. Stan begyndte at undervise den unge mand i at producere plader, og fik derfor en stor indflydelse på Spectors produktionsstil.
I foråret 1958 havde Spector og hans venner skaffet penge nok til at kunne betale for at indspille to timer på Gold Star. Med Spector som producer indspillede The Teddy Bears Spectors nyskrevne sang "Don't You Worry My Little Pet", hvilket sikrede dem en kontrakt med Era Records. Til deres næste studieoptagelse indspillede de en anden sang som Spector havde skrevet – denne sang var inspireret af epitafiet på Spectors fars gravsten. Udgivet på Era Records' pladeselskab, Dore Records, blev ”To Know Him Is to Love Him" nummer 1 på Billboards Hot 100 singles chart i 1958, hvor den havde solgt over en million kopier ved årets slutning.
Efter succesen med deres debut skrev gruppen kontrakt med Imperial Records, men deres næste single, "I Don't Need You Anymore", fik kun en 91. plads. Gruppen udgav adskillige indspilninger, inklusiv albummet The Teddy Bears Sing!, men de kom ikke ind på chart Hot 100. The Teddy Bears gik hver til sit i 1959.

## Philles Records
Efter at bandet blev opløst begyndte Spectors karriere hurtigt at gå fra at optræde og skrive sange til at producere. I efteråret 1961 grundlagde Spector et nyt pladeselskab sammen med Lester Sill, som Spector havde mødt mens han havde været i gang med at producere The Teddy Bears' album. Philles Records, der er en sammensætning af grundlæggernes navne Phil og Les, blev pladeselskabets navn, og det eksisterede indtil 1967. Gennem Hill and Range Publishers fandt Spector tre grupper han gerne ville producere for: The Ducanes, The Creations og The Crystals. De to første grupper havde allerede skrevet kontrakt med andre pladeselskaber, men det lykkedes Spector at overbevise The Crystals om at skrive kontrakt med hans nye pladeselskab. Deres første single, "There's No Other (Like My Baby)" blev en succes, den fik en 20. plads. Deres næste udgivelse blev endnu mere succesfuld, da singlen "Uptown" fik en 13. plads.
Spector forsatte med at arbejde freelance sammen med andre artister. I 1962 producerede han "Second Hand Love" fra Connie Francis, hvilken fik en 7. plads. Også tidligt i 1960'erne arbejdede han kort sammen med R’n’B artisterne fra pladeselskabet Atlantic Records Ruth Brown og LaVerne Baker. Ahmet Ertegün fra Atlantic satte Spector sammen med Broadwaystjernen Jean DuShon til sangen "Talk to Me".
Spector tog også i en kort periode arbejde i A&R på Liberty Records. Det var mens han arbejdede der at han hørte en sang som var skrevet af Gene Pitney, som Spector havde produceret for, ”Every Breath I Take”, et hit som nummer 41 et år tidligere. ”He's a Rebel” var blevet planlagt til at blive udgivet af Vicki Carr på Liberty, men Spector tog tilbage til Gold Star Studios og indspillede en coverversion, hvor han brugte Darlene Love som forsanger. Pladen blev udgivet på Philles, og skød hurtig til tops på de forskellige charts.
På det tidspunkt hvor ”He's a Rebel” blev nummer 1 på hitlisterne, var Lester Sill ude af billedet, og Spector havde Philles helt for sig selv. Han dannede en ny gruppe Bob B. Soxx & the Blue Jeans, med Darlene Love, Fanita James og Bobby Sheen, en sanger han havde arbejdet sammen med på Liberty. Gruppen havde hits som ”Zip-a-Dee-Doo-Dah” (#8), "Why Do Lovers Break Each Other’s Hearts?" (#38) og "Not Too Young To Get Married" (#63). Spector udgav også solomateriale fra Darlene Love i 1963. Det samme år udgav han ”Be My Baby” fra The Ronettes, som fik en 2. plads. Selvom Philles hovedsagelig var et singlebaseret pladeselskab udgav Philles dog et par albummer, som for eksempel A Christmas Gift for You from Phil Spector, der kom på Billboard 200.

## Wall of Sound
Spectors lydmæssige kendetegn var den såkaldte ”Wall of Sound”, der bestod af et fortættet lydbillede i mange lag, som gjorde det virkningsfuldt og havde en dramatisk effekt på 1960ernes lydudstyr, der var domineret af mellembølgeradioer og jukebokse, som de vigtigste kanaler for spredning af popmusik. Phil Spectors idé om hvorledes musikken skulle produceres, revolutionerede musikindustrien. Hans ”Wall of Sound” indebar at pop- og rockmusik skulle spilles med store orkestre som skabte en massiv væg af lyd, der gjorde musikken lige så vigtig som sangen. Han benyttede sig af mindst en dobbelt opsætning af alle instrumenter. Fandtes dobbelt opsætning ikke, spillede han instrumentet ind to gange. Indspilningen skete så i mono og mere kildepålidelig, der gjorde lyden endnu mere massiv.
Den første plade han producerede med teknikken var Ike & Tina Turners "River Deep – Mountain High". Selv om teknikken ikke blev anvendt fuldt ud af musikere, så har princippet spredt sig i musikbranchen. Artister, som benytter sig af ”Wall of Sound” princippet, er blandt andre ABBA, The Beach Boys, Bruce Springsteen og The Beatles.

## 1960erne til 1980erne
I 1964 optrådte The Ronettes på Cow Palace i San Francisco. På plakaten var også The Righteous Brothers. Spector var så imponeret over Bill Medley og Bobby Hatfield at han købte deres kontrakt fri fra Moonglow Records, og skrev kontrakt med dem på Philles. Tidligt i 1965 blev ”You've Lost That Lovin' Feelin’” pladeselskabets anden single som nummer 1. Yderligere tre store hits med gruppen fulgte: "Just Once in My Life" (#9), "Unchained Melody" (original b-side til "Hung On You") (#4) og "Ebb Tide" (#5). Til trods for at bandet havde hits, mistede Spector interessen for at producere for The Righteous Brothers, og solgte deres kontrakt og deres materiale til Verve Records.
Den sidste gruppe Spector skrev kontrakt med på Philles var Ike Turner og Tina Turner i 1966. Spector betragtede deres indspilning af ”River Deep – Mountain High” som sit bedste arbejde, men den fik ikke en højere placering end en 88. plads i USA. Singlen var til gengæld mere succesfuld i England, hvor den fik en 3. plads.
Spector mistede derefter begejstringen for sit pladeselskab og indspilningsindustrien. Allerede noget af en eneboer trak han sig foreløbigt tilbage fra den offentlige opmærksomhed, og giftede sig med Veronica "Ronnie" Bennett, forsangeren fra Ronettes, i 1968. Spector dukkede op for en kort bemærkning som narkohandler i filmen Easy Rider fra 1969. Derudover spillede han også Steve Davis i en episode af I Dream of Jeannie i 1967.
Mens 1970'erne skred frem trak Spector sig mere og mere tilbage. Den mest sandsynlige grund til hans tilbagetrækning kunne være at Spector blev alvorligt kvæstet da han blev kastet gennem forruden af sin bil i en ulykke i Hollywood. Ifølge en rapport offentliggjort i New Musical Express blev Spector næsten dræbt, og det var kun fordi den ansvarlige politibetjent opdagede en svag puls, at Spector ikke blev erklæret død på stedet. Han blev ført til UCLA Medical Center natten til den 31. marts 1974 med alvorlige skader, der gjorde, at han var adskillige timer i operativ behandling med over 300 sting i ansigtet, og mere end 400 sting bag i hovedet. Det kunne måske være grunden til, at Spector begyndte at gå med paryk senere hen.
Spector producerede også The Ramones-albummet End of the Century i 1980. Ligesom Cohens Death of a Ladies' Man, modtog End of the Century  negative anmeldelser fra Ramones' fans, der var sure over den radiovenlige lyd albummet havde. Imidlertid indeholdt End of the Century nogle af de mest kendte og succesfulde singler som for eksempel "Rock 'n' Roll High School", "Do You Remember Rock 'n' Roll Radio?" og covernummeret af en tidligere udgivet Spectorsang for The Ronettes, "Baby, I Love You". Han arbejdede også sammen med Yoko Ono i 1981, og hjalp med at producere ”Season of Glass”, hendes første arbejde efter John Lennons død.

## Senere karriere
Spector fortsatte med at være stort set inaktiv gennem 1980'erne, 1990'erne og de tidlige 2000'erne. I 1995 skrev han dog kontrakt med Céline Dion for at producere hendes album Falling into You. Partnerskabet gik i opløsning af uspecificerede grunde, og Spector angreb offentligt de producenter, som havde udskiftet ham. Hans seneste udgivelser var nogle sange på Silence Is Easy fra bandet Starsailor i 2003. Han skulle oprindelig have produceret hele albummet, men blev fyret på grund af personlige og kreative forskelligheder. Imidlertid blev en af de to sange Spector producerede på albummet en engelsk Top 10 single. Planerne om at arbejde sammen med The Vines blev standset på grund af hans mordsag.
Sangen B Boy Baby fra december 2007, sunget af Mutya Buena og Amy Winehouse, blev stærkt inspireret af The Ronettes sang, Be My Baby. Derfor fik Spector sangskrivningskredit på singlen.
I december deltog Spector også i begravelsen af Ike Turner, for hvem han tidligere havde produceret i midten af 1960'erne sammen med hans daværende kone Tina Turner. Mens han holdt sin tale, langede Spector ud efter Tina Turner og sagde at "Ike gjorde Tina til det klenodie hun var. Da jeg tog hen for at se Ike spille på Cinegrill i 1990erne… var der mindst fem andre Tina Turner på scenen for at optræde den aften, hver og en af dem kunne havde været Tina Turner”. Spector langede derefter ud efter Oprah Winfrey, der havde gjort Tina Turners selvbiografi til en bestseller, med ordene: ”Jeg har en ambivalens imod Oprah Winfrey. Hun gjorde Tina Turners bog til en bestseller hvilken dæmoniserede og lagde Ike for had."

## Excentrisk og ustabil
Spector har haft mange forskellige konflikter, nogle gange bizarre, med de kunstnere og sangskrivere han har arbejdet sammen med. Lester Sill, tidligere partner i Philles Records, beskrev det endte partnerskab mellem ham og Spector:” Jeg solgte det for en sulteløn. Det var lort, latterlig, omkring $60,000. Jeg ønskede det ikke, men jeg var nødt til det. Lad mig fortælle dig, jeg kunne ikke leve med Phillip... Jeg ville bare ud af det. Hvis jeg blev, havde jeg dræbt ham. Det var ikke besværet værd. Lige meget hvor vigtig det var, så var det ikke vigtigt nok".
Som en bidsk afskedsgestus, kort efter Lester Sills afgang fra Philles Records, skrev Spector en sang, "(Let's Dance) The Screw", og fik The Crystals til at indspille den. Sangen var seks minutter lang og manglende totalt Spectors sædvanlige ”Wall of Sound” produktionsteknik. "(Let's Dance) The Screw" blev aldrig udgivet officielt. Kun en håndfuld eksemplarer af singlen udkom, en af dem leverede Spector til Sill som en afskedsgave.
Spectors dominerende attitude overfor hans daværende kone, Ronnie Spector, førte til enden på deres ægteskab. Ronnie Spector hævdede, at Spector viste hende en guldkiste med glaslåg nede i sin kælder, og lovede at slå hende ihjel og udstille hende, hvis hun nogensinde skulle vælge at forlade ham; han havde tidligere forbudt hende at snakke med The Rolling Stones og tage på tour med The Beatles af frygt for utroskab. Under Spectors tilbagetrukne periode i de sene 1960'ere holdt han efter sigende sin kone indespærret i deres villa. Hun hævdede, at han også gemte hendes sko for at forhindre at hun gik udenfor. Derudover påstod Ronnie også, at der, hvis hun kørte bil, skulle sidde en dukke på passagersædet, der lignede Phil, så andre mænd ikke ville flirte med hende. Ronnie Spector forlod produceren og søgte om skilsmisse i 1972. 
Han havde også problemer med skydevåben; han affyrede skud i studierne og har truet både Leonard Cohen, John Lennon og The Ramones med ladte våben. Cohen fortalte Rolling Stone magasin i 1978 at:" Jeg tror ikke han kan tolerere nogle andre skygger i sit mørke ”.

## Mordsagen
Den 3. februar 2003 blev Spector arresteret mistænkt for mord, da man fandt liget af den 40-årige skuespillerinde Lana Clackson i hans hjem, Pyrenees Castle, i Alhambra, Californien. Politiet blev tilkaldt med en 112-opringning (i USA 911) fra Spectors chauffør. Ved ankomsten fandt de liget af Clarkson, der var blevet skudt. Hun blev erklæret død på stedet. Den 20. november 2003 blev Spector tiltalt for mord på Clarkson. I september 2004 blev han beordret til at stille i retten i Los Angeles.
Spector hævdede, at Clarksons død var et tilfældigt selvmord. Imidlertid afgjorde en dommer den 28. oktober 2005, at det politiet havde fundet, kunne bruges mod Spector i en retssag. Spectors advokater havde søgt at tilbageholde en tydelig tilståelse af Spector efter Clarksons død. Spector fortalte angiveligt:” Jeg tror jeg slog nogen ihjel”. Hans advokater hævdede, at der skulle ses bort fra Phil Spectors udtalelser, da han havde været under indflydelse af receptpligtig medicin på det tidspunkt, udtalelserne blev optaget. To måneder før forbrydelsen havde Spector i et interview med det engelske The Daily Telegraph sagt, at han havde bipolær affektiv sindslidelse, dvs. manio-depressivitet, og at han betragtede sig selv som: ”relativt sindssyg”. Dommeren afgjorde også, at udskrifterne fra en vidneforklaring Spector havde lavet flere måneder før Clarksons død, også kunne bruges af anklageren ved retssagen.
Før og under selve retssagen skiftede Spector advokater mindst tre gange. Forsvarer Robert Shapiro var den første, der repræsenterede Spector. Shapiro arrangerede, at Spector kunne undgå varetægtsfængsling mod at stille kaution på $1 million. Spector fyrede Shapiro og førte senere en retssag mod Shapiro for at få den stillede sikkerhed på $1 million tilbage. Shapiro blev erstattet af Leslie Abramson og Marcia Morrissey. De blev til gengæld senere erstattet af Bruce Cutler. Cutler offentliggjorde den 27. august 2007, at han ville forlade Spector som advokat, da der var: ”en meningsforskel imellem Mr. Spector og mig over strategi”. Derefter påtog Roger Rosen sig hvervet som advokat.

## Retssagen
Under efterforskningen og retssagen var Phil Spector på fri fod grundet den $1 million store kaution. Retssagen var berammet til at begynde den 24. april 2006, men blev sidenhen udsat flere gange, først til den 16. januar 2007, siden til den 5. marts, og til sidst til den 19. marts 2007. Den 16. februar 2007 sagde dommer Larry Paul Fidler, at han ville tillade at Spectors retssag blev TV-transmitteret, selvom han også udtrykte, at han ville ”trække stikket”, hvis medierne misbrugte dette?
Juryudvælgelsen begyndte mandag den 19. marts 2007 på Clara Shortridge Foltz Criminal Justice Center i Los Angeles. Tre hundrede fremtidige nævninge blev screenet over to dage. Derudover skulle de også besvare et 18 sider langt spørgeskema, hvori der blandt andet var spørgsmål om, hvorvidt kendte er berettigede at gøre som de vil, og om politiet behandler kendte med større overbærenhed end andre. En jury bestående af ni mænd og tre kvinder blev derefter udvalgt.
Siden retssagens begyndelse har den været omgivet af uenighed. Retsmediciner Henry Lee (der stillede det afgørende bevismateriale til rådighed i O.J. Simpson-sagen) er blevet beskyldt for at gemme vigtigt bevismateriale, som kan bevise at Spector er skyldig. Endvidere konkluderede den retsmediciner, som obducerede Clarkson, at mærkerne på hendes tunge indikerede, at skydevåbenet blev skubbet ind i hendes mund. Til trods for disse ting havde Spectors forsvarshold et gennembrud den 12. juni 2007, hvor en DNA-ekspert fra Los Angeles oplyste, at der kun var fundet Clarksons egen DNA på våbnet, hvilket hjalp Spectors forsvarer med at bevise, at hun skød sig selv. Eksperten fandt desuden heller ikke noget af Spectors DNA på Clarksons fingernegle, hvilket modbeviste anklagerens teori om, at Clarkson havde kæmpet med Spector.
Den 19. september 2007 kom det frem, at juryen i Phil Spector-sagen ikke kunne blive enige om, hvorvidt Spector skulle kendes skyldig, eller om han skulle frifindes for drabsanklagen. Juryen var delt 7 mod 5, men det kom ikke frem, hvilken retning der var i flertal, og de underrettede dommer Larry Paul Fidler om deres ubeslutsomhed. Dommeren nægtede at ændre anklagen til uagtsomt manddrab i stedet for overlagt drab, da dommeren mente, at det var hovedanklagen.
Den 13. april 2009 blev Phil Spector kendt skyldig. Straffen blev fastsat til mellem 19 års fængsel og fængsel på livstid.

## Familie
Spectors første ægteskab fra 1963 til 1965 var med Annette Merar, forsanger i Spectors Three, en poptrio som Spector arbejdede med i 1960 (reelt en fortsættelse af Teddy Bears).
Spector var 1968-1974 gift med Veronica "Ronnie" Bennett, tidligere forsanger for bandet The Ronettes, en pigegruppe som han var manager og producer for fra 1963 til 1974. De adopterede sammen tre børn:
- Tvillingerne Louis Phillip og Gary Phillip – Født 12. maj 1966 (Adopterede 6 år gamle)
- Donte Phillip – Født 23. marts 1969 (Adopterede 8 måneder gammel).[44]

Andre børn:
- Tvillingerne Nicole og Phillip – Født 1982 (Phillip døde af leukæmi som 10-årig).[45][46]

Spector giftede sig med sangerinden og skuespilleren Rachelle Short den 1. september 2006. Hun havde været Playboy-model før hun giftede sig med Spector.Spector søgte om skilsmisse fra hende i 2016.

## Fodnoter
1. ↑  "81-årige Phil Spector er død". ekstrabladet.dk. 17. januar 2021. Hentet 2021-01-26.
2. ↑  "The Immortals: The First Fifty : Rolling Stone". Arkiveret fra originalen 20. august 2011. Hentet 9. marts 2008.
3. ↑  BMI.com | BMI Announces Top 100 Songs of the Century
4. ↑  Phil Spector kendt skyldig i drab, B.T., den 13. april 2009
5. ↑  "Phil Spector, Music Producer Known for the ‘Wall of Sound,’ Dies at 81" New York Times 17. januar 2021. Hentet 17. januar 2021.
6. ↑  Phil Spector guitar chords, guitar tabs and lyrics – chordie
7. ↑  BBC – Northern Ireland – Music
8. ↑  Phil Spector: Information from Answers.com
9. 1 2 3  "Arkiveret kopi". Arkiveret fra originalen 29. marts 2008. Hentet 9. marts 2008.
10. ↑  "Phil Spector Biography | Phil Spector Musician | Phil Spector News | Phil Spector Pictures". Arkiveret fra originalen 2. december 2008. Hentet 9. marts 2008.
11. ↑  The Crystals
12. ↑  Phil Spector – Biography
13. ↑  He's A Rebel by The Crystals Songfacts
14. ↑  Be My Baby by The Ronettes Songfacts
15. ↑  "Chart Beat". Arkiveret fra originalen 17. august 2007. Hentet 17. august 2007.
16. ↑  You've Lost That Lovin' Feelin' by The Righteous Brothers Songfacts
17. ↑  Righteous Brothers
18. ↑  Easy Rider (1969)
19. ↑  Phil Spector
20. ↑  Baby, I Love You by The Ronettes Songfacts
21. ↑  Phil Spector Biography
22. ↑  Mutya Buena – Mutya Buena – Album Reviews – NME.COM
23. ↑  Phil Spector criticises Tina Turner at Ike Turner's funeral | News | NME.COM
24. ↑  snopes.com: Phil Spector and The Screw
25. ↑  (Let's Dance) The Screw by The Crystals Songfacts
26. ↑  RON-NUTS – New York Post
27. ↑  Phil Spector: Five Decades Of Crazy
28. ↑  The spooky world of Phil Spector. – By Barney Hoskyns – Slate Magazine
29. ↑  BBC NEWS | World | Americas | Spector indicted on murder charge
30. ↑  How Does Criss Do It? – E! Online
31. ↑  How Does Criss Do It? – E! Online
32. ↑  "Spector Calls Self 'Relatively Insane' – News Story | Music, Celebrity, Artist News | MTV News". Arkiveret fra originalen 19. februar 2008. Hentet 9. marts 2008.
33. ↑  "Judge: Prosecutors can scan Spector's civil-suit deposition for evidence – CourtTV.com – Trials". Arkiveret fra originalen 10. februar 2008. Hentet 9. marts 2008.
34. ↑  Nu forsøger Phil Spector for anden gang at tvinge sin tidligere f (Webside ikke længere tilgængelig)
35. ↑  "Gotti Lawyer To Rep Phil Spector, Bruce Cutler Takes Over As Leslie Abramson Quits Murder Case – CBS News". Arkiveret fra originalen 13. februar 2008. Hentet 9. marts 2008.
36. ↑  Phil Spector Trial, Cutler exits stage left (Webside ikke længere tilgængelig)
37. ↑  BBC NEWS | Entertainment | US Spector trial to be televised
38. ↑  Henry Lee's credibility challenged in Phil Spector murder trial – Boston.com
39. ↑  Phil Spector trial: Day 14 | News | NME.COM
40. ↑  Phil Spector trial: Day 21 | News | NME.COM
41. ↑  Ekstra Bladet – Jury strandet i Spector-sag
42. ↑  "The Phil Spector Trial: We Watch Court TV So You Don't Have To : Rolling Stone : Rock and Roll Daily". Arkiveret fra originalen 7. marts 2008. Hentet 9. marts 2008.
43. ↑  "Phil Spector gets 19 years to life for murder of actress, CNN.com 29.05.2009". Arkiveret fra originalen 23. september 2010. Hentet 12. juni 2010.
44. ↑  Phil Spector
45. ↑  Proust Questionnaire: Phil Spector: Entertainment & Culture: vanityfair.com
46. ↑  ABC News: Phil Spector: 'I Have Devils Inside That Fight Me'
47. ↑  BBC NEWS | Entertainment | Phil Spector: Pop innovator